# Malé vysoké pece

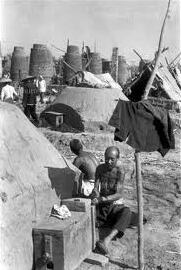
Malé vysoké pece, 1958

Malé vysoké pece (čínsky v českém přepisu tchu-kao-lu, pchin-jinem tǔgāolú, znaky zjednodušené 土高炉, tradiční 土高爐; čínsky v českém přepisu tchu-fa lien-kang, pchin-jinem tǔfǎ liàngāng, znaky zjednodušené 土法炼钢, tradiční 土法煉鋼; volně česky tradiční výroba oceli) byly primitivní vysoké pece stavěné během Velkého skoku vpřed (1958-1960), které měly za úkol napomoci rychlé industrializaci Číny. Podle Mao Ce-tunga bylo klíčovou vlastností vyspělého státu množství vyrobené oceli. Mao Ce-tung tedy nařídil, aby byly postaveny primitivní vysoké pece, které by podpořily výrobu oceli v moderních vysokých pecích.

## Historické pozadí
Během vzniku Čínské lidové republiky v roce 1949 byla Čína ještě značně zaostalá a především zemědělsky zaměřená. V zemědělství tehdy pracovalo až 90 % procent čínské populace.
V listopadu roku 1957 Mao Ce-tung navštívil Moskvu, kde se účastnil oslav 40. výročí Říjnové revoluce a později téhož měsíce se i mezinárodní porady komunistických a dělnických stran. Během mezinárodní porady Mao Ce-tung v reakci na Chruščovovo prohlášení, že Sovětský svaz bude schopen předehnat Spojené státy v průmyslové produkci, přednesl, že Čína bude během 15 let schopna dohnat a předehnat Velkou Británii, a to ve výrobě oceli.

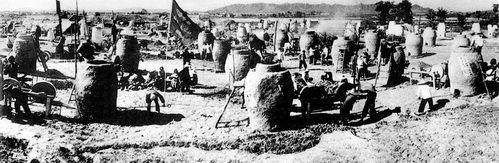
Malé vysoké pece v městské prefektuře Sin-jang v provincii Che-nan, 1959

V květnu 1958 byla na druhém zasedání VIII. sjezdu Komunistické strany Číny vyhlášena politika Velkého skoku.
Ve dnech 17. srpna – 30. srpna 1958 se v přímořském letovisku Pej-taj-che konalo rozšířené zasedání Politbyra Ústředního výboru Komunistické strany Číny, kde byla schválena nová myšlenka uspořádání společnosti, vytvoření lidových komun. Bylo také vyhlášeno, že se v roce 1958 vyrobí 10,7 milionů tun oceli, což mělo činit dvojnásobek produkce v roce 1957, kdy množství vyrobené oceli dosahovalo 5,35 milionu tun.

## Průběh

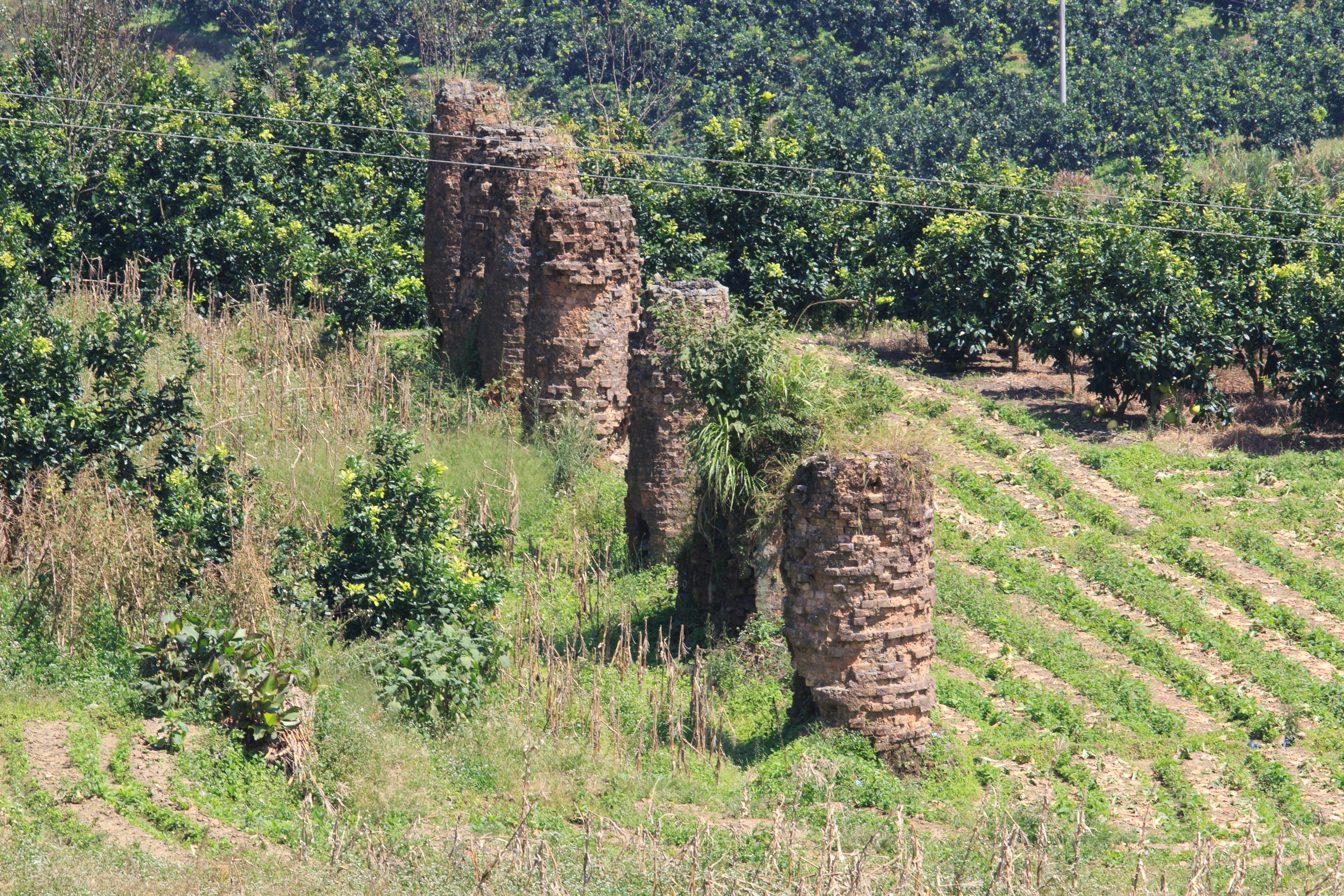
Pozůstatky pecí v okrese Nan-ťing, městská prefektura Čang-čou, provincie Fu-ťien

Malé vysoké pece byly ideálním způsobem, jak dosáhnout rapidní industrializace země. Výstavba pecí nebyla příliš finančně nákladná, jejich provoz nebyl náročný, a tak Mao nařídil, aby se do výroby zapojily i lidové komuny. Ty pak na polích začaly stavět primitivní pece z hlíny nebo z cihel. Palivem pro tavení železné rudy bylo uhlí a dřevo. Lidé, kteří byli pověřeni tavením železné rudy, v drtivé většině případech neměli ani minimální znalosti o hutnictví.
Protože po čase začaly docházet suroviny pro tavbu, lidé v pecích začali tavit vše, co bylo z kovu. Jednalo se kuchyňské nádobí jako byly pánve, hrnce nebo zemědělské náčiní, které pak lidem scházelo při práci. Tavbě neušly ani zvony z chrámů nebo klepadla na dveřích. Avšak to, co vzniklo tavením, byly podivné spečeniny, hroudy kovu, které byly nepoužitelné. Pece navíc musely být v nepřetržitém provozu 24 hodin denně, a proto se zvyšovala spotřeba dřeva. Lidé proto byli nuceni kácet velké množství stromů, což vedlo rozsáhlé deforestaci přilehlých oblastí. Kromě toho se domácnostem zabavoval i dřevěný nábytek, který se pak spaloval v pecích.
Od kampaně pro výrobu železa a oceli se začalo ustupovat už začátkem roku 1959, kdy už bylo zjevné, že pece neprodukují železo požadované kvality a výsledné produkty malých vysokých pecí byly nepoužitelné.